# Heloísa Alberto Torres
Heloísa Alberto Torres (17 de septiembre de 1895 - 23 de febrero de 1977), también conocida como Doña Heloísa,  fue una antropóloga y directora de museo brasileña. 

## Biografía
Heloísa Alberto Torres nació el 17 de septiembre de 1895 en Río de Janeiro . Su padre Alberto Torres fue periodista y político. Edgar Roquette-Pinto (1884 – 1954), profesor asistente de antropología en el Museo Nacional de Brasil y amigo de Alberto Torres, trajo a Heloísa como pasante a la sección de Antropología del Museo.   Se convirtió en una de las primeras mujeres en incorporarse al Museo Nacional junto con Bertha Lutz . Al comienzo de su carrera, no tenía “ninguna formación formal en antropología”,  pero poco a poco desarrolló su interés por ella. La excavación de cerámicas antiguas de la isla de Marajo fue su “trabajo de campo notable”.  En 1935 fue nombrada subdirectora del Museo Nacional y en 1938 pasó a ser directora, cargo que ocupó durante casi dos décadas, hasta su jubilación en 1955.  
Utilizó su “amplia red de relaciones tanto en la política como en la administración pública brasileña” para generar recursos adecuados para capacitar a antropólogos para estudiar los pueblos indígenas en Brasil.  Mientras fue directora, firmó un convenio con la Universidad de Columbia para avanzar en los estudios etnológicos en Brasil.   Las colecciones del museo se utilizaron para enseñar a los eruditos visitantes. Desempeñó un papel importante en el desarrollo de las “políticas indigenistas brasileñas”. Murió el 23 de febrero de 1977 en Río de Janeiro.